# 桃井りか
桃井 りか（ももい りか、1986年5月27日 - ）は、日本の元AV女優。

## 略歴・人物
2005年にAVデビューしたロリ系の女優。幅広いジャンルの作品に出演し2006年頃に引退。
2009年7月より「朋香めい（ともか めい）」の名前でAV女優の活動を再開（アスタープロモーション所属）。2010年3月19日の公式ブログで、所属事務所を辞めたことを発表、2度目の引退となった。
2011年より「小倉もも（おぐら もも）」として（プライムエージェンシー所属）、2014年時点では「桃宮もも（ももみや もも）」として活動している。2017年5月に引退（3度目）発表し翌年引退。

## 出演作品

### 桃井りか 名義

#### アダルトビデオ
2005年
- 巨乳悦楽【55】（12月8日、フラワーワークス）
- 妹はあまえんぼう（12月16日、レイディックス）

2006年
- 超能力ハイスクール パート2（1月4日、V&Rプロダクツ）
- バルーンボディ BONG BANG BOMB 3（1月7日、グローリークエスト）
- 乳魂【4】（1月19日、桃太郎映像出版）
- Boin Boin 15（1月31日、ステージメディア）オムニバス作品
- ザ・カメラテスト コリコリ乳首の美巨乳娘 テストなのにそんな奥まで挿れないで下さい!（1月31日、アテナ映像）
- 巨乳LOVE2 巨乳ギャルにザーメンを中出ししたり、口に出したりしました（2月10日、隼エージェンシー）
- 悩殺バスト 100cm Gcup（2月16日、タカラ映像）
- 凄乳 中出し 潮吹き Hカップ100センチ（2月17日、リアルエレメント）※桃井さくらとして出演
- 名門女子校おまんこ部!（2月19日、ドグマ）
- 美巨乳痴女19才 みならい先生2 【家庭科編】（2月22日、V&S）
- 爆乳狂い【8】（2月24日、レイディックス）
- 赤坂で録画されたビデオ バスト101センチの爆乳素人ムスメ（2月28日、コージィ）
- 巨乳ロリータ女子高生のオッパイとおマンコの喰い込み（3月1日、ワンズファクトリー）
- 妹のおっぱい【7】（3月5日、ステージメディア）オムニバス作品
- 超インラン願望2（3月10日、隼エージェンシー）
- ムッチリ系素人（3月11日、キリマンジャロ）※りかとして出演
- 百合フレンズ1（3月15日、フラワーワークス）
- 巨乳愛好家【12】（3月16日、ガッツ）
- 服従イラマチオ（3月16日、タカラ映像）
- 童貞の僕が近所の巨乳看護婦がいる病院に入院した。パート1（3月16日、 V&Rプロダクツ）
- ボクの新妻は巨乳で裸エプロンでメガネっ娘14（3月17日、ゴーゴーズ）
- 勝負下着女（3月18日、LEO）
- 女教師だってガマンできない10（3月31日、ステージメディア）
- 天然乳戯 G-cup 100cm（4月1日、プレステージ）
- むっちんプリンプリンプリン（4月1日、ワンズファクトリー）
- BOIN GIRLS 003（プラチナソフト）
- 女教師だってガマンできないDX7（4月5日、ステージメディア）オムニバス作品
- 原宿×アルバイト×美少女（制服征服商会）
- 僕は家庭教師 教え子はGカップ○7歳女子高生（4月6日、SODクリエイト）
- 激乳少女 103cm Gカップのすべて（4月6日、アキノリ）
- 巨乳女教師と女子校生（4月6日、ヒビノ）
- S級女子高生軍団が素人男を強制連行（笑）（4月6日、甲斐正明事務所（ブリット））
- レイプ現場IX 監禁されて犯された6人のギャル（4月10日、隼エージェンシー）オムニバス作品
- ロリロリ中出しIII（4月10日、隼エージェンシー）
- 近親強姦IV 私、お父さんにおしおきされて犯されちゃいました（4月10日、隼エージェンシー）
- 巨乳中出し240 X（4月10日、隼エージェンシー）
- オナニスト [第十三章]（4月10日、隼エージェンシー）
- バイブの虜19（4月12日、フラワーワークス）
- 巨乳クラブ06（4月15日、ワープエンタテインメント）
- 隠語オナニー愛好家04（4月16日、ガッツ）
- これが噂の痙攣薬漬け水着モデル Disc.11（4月20日、ナチュラルハイ）
- 巨乳M女子校生 Doll（4月21日、映天）
- 社内調教 新入社員の幻夢狂想曲（4月27日、アルファーインターナショナル）
- お姉さんのランジェリーDX8（5月1日、ステージメディア）オムニバス作品
- 巨乳の虜 BIG BOOBS【1】（5月4日、タカラ映像）
- 女子高生限定・20人・スケる制服! ヌレた太もも! 制服ビチョ濡れ・水泳大会!!（5月4日、ディープス）
- 転校したら男は僕一人ぼっちだった…。2（5月4日、アキノリ）
- 念願の○○になった! 女子高教育実習生編（5月4日、 V&Rプロダクツ）
- 乳揉みフェチ。（5月13日、マルクス兄弟）
- 若妻撮りリアルSEX02（5月18日、DREAM）
- パイレズビアン（5月19日、ドグマ）
- パイズリデジタルモザイク2（5月25日、イエロー）
- スクラップファック 〜女子校生編〜（5月27日、ロッソ）
- 家庭教師はガマンできない22（クリスタル映像）
- 巨乳で潮吹く新妻さん 21歳（6月1日、我愛羅）※桃井麻美として出演
- PORNOGRAPH 12（6月3日、グラフィス）オムニバス作品
- 変態集団オフィス（6月5日、タカラ映像）
- フェラコレ2006夏（6月12日、隼エージェンシー）
- 巨乳LOVE III（月12日、隼エージェンシー）
- バーチャル妄想劇場 妹萌え日記（6月13日、マルクス兄弟）
- ハニーディップスホテル01（6月15日、ゴーゴーズ）
- 集団性的いぢめ女学園（6月19日、クロス）
- 今日の女子校生13（6月30日、Shuffle）
- 下着メーカーに転職したらモテた パート2（7月6日、 V&Rプロダクツ）
- こだわりの手コキ 4時間SP 40人のハンドメイド（7月10日 隼エージェンシー）
- 超威圧系（7月21日、レイディックス）
- 競泳水着の女達Special（8月13日、MOODYZ） 巨乳美尻 女子校生（8月25日、デジタルアーク）
- ロリはめ7（8月25日、I.B.WORKS）オムニバス作品
- 巨乳レイプ4時間 第8章（9月10日、隼エージェンシー）
- 巨乳美尻（9月15日、実録出版）
- 甘えんぼオッパイ巨乳義妹とひとつ屋根の下（9月29日、笠倉出版社）
- ULTRA BIG TITS Gcup 100cm（10月1日、プレステージ）
- 兄妹 近親相姦（2006年10月1日、ワンズファクトリー）
- 巨乳痴漢地獄 電車・公衆便所・教室・保健室（10月5日、SODクリエイト）
- フェラコレ2006秋（10月10日、隼エージェンシー）
- デジタルコカン くい込みM女子校生（10月13日、マルクス兄弟）
- もしもアナタが…こ〜んな3姉妹の兄だったら?（10月13日、カルマ）
- KARMA2周年特別企画 どっちがエロいんでSHOW!（10月13日、カルマ）
- 拉致監禁性的暴行 少女姦禁中出し（10月20日、映天）
- ザ 筆おろし4（10月20日、クリスタル映像）
- 超絶ローション 巨乳3人ヌルベッチョ!（10月25日、OPERA［オペラ］）
- 裸プロンPremium（11月10日、TMA）
- のぞき家政婦 男好き看護婦 告白日記（11月11日、FAプロ）
- 地上波では絶対見れないアダルトビデオバラエティ Kさま!!（11月13日、カルマ）
- やっぱ! 中出しでしょ5 *12人の中出し姫*（12月10日、隼エージェンシー）
- 乳とろニクス 巨乳、むき出し姉ちゃん犯りたおし。vol.1（12月19日、ZONE（ゾーン））

2007年
- 近親レイプ4時間（2月10日、隼エージェンシー）
- デビュー前のハメ撮り映像流出!?（8月10日、映天）
- 独占!!（11月16日、クリスタル映像）

2009年
- THE 流出! 君の過去をすべて暴露する!（6月1日、ワンズファクトリー）

#### イメージビデオ
- 素人激エロシリーズ エロっ娘 りか（2006年4月20日、シャッフル）

### 朋香めい 名義

#### アダルトビデオ
2009年
- 素人猥写 十七人目…オヤジに変態ボディチェックされる美人秘書。（11月12日、プレステージ）「千尋」名義
- ママには、ナイショ（11月15日、NON）
- Boin「朋香めい」Box（12月1日、アートボディコレクション）
- ハミ出し爆乳妄想遊戯（12月15日、NON）
- 妹の爆乳は一見にしかず13 Hカップ91cm（12月18日、チェリーズ）

2010年
- E-BODY（1月13日、E-BODY）
- 巨乳女子校生の悪魔オヤジ妄想セックス（1月21日、ディープス） - 「YUKARI」名義
- おねだり妹ソープ（1月21日、ディープス）
- 麗しの美人OL 4時間 2（1月22日、メディアステーション）オムニバス作品
- レギンス娘しか見たくない! 4時間（1月22日、TMA）
- MOODYZファン感謝祭 バコバコバスツアー2010 ハイテンション大乱交天国!!（2月1日、MOODYZ）
- コスプレ縞パンニーソックス（2月12日、TMA）
- ザーメン500連発の洗礼（2月25日、ダスッ1）
- 巨乳・爆乳 爆乳保母さんのおっぱい保育園（3月5日、映天）
- 羞恥!素人レンタル巨乳（3月18日、サディスティックヴィレッジ）
- いつでもどこでも潮吹き中出しおっぱい女子校生（3月19日、OPPAI）
- 裏バコバコバスツアー2010 本編未収録!鬼吸引フェラチオ天国!!（5月1日、MOODYZ）
- 幼い爆乳娘達のセックス（5月1日、映天）
- パイズリin女子校（7月19日、OPPAI）

2011年
- ムチムチプリプリ! 6人の妄想するコスプレエロ人形（1月8日、シュガーワークス）
- 巨乳・爆乳 爆乳脱がさず揉み!!（3月4日、映天）
- 巨乳・爆乳 顔面パイズリ乳圧迫 ついに、出た!乳の新ジャンル!（3月4日、映天）
- ママには本当に言わないで 4時間（6月15日、NON）

2012年
- イラマンパラダイス VOL.2 4時間（8月10日、NON）
- 絶頂セルフ揉み舐めオナニー15連発（10月5日、映天）

### 小倉もも名義

#### アダルトビデオ
2011年
- オトナの日本昔ばなし ダッチワイフの恩返し（3月5日、ATOM）
- ぷるるん 爆乳パイズリcafe（7月13日、MOODYZ）
- 乳搾り手コキとお掃除バキュームフェラでザーメン全部吸いとられちゃいました2（7月22日、妄想族）
- ご奉仕痴女6（8月25日、隼エージェンシー）

2012年
- 女空手金玉破壊（2月9日、ミストレスランド）
- 手淫擬似SEX 加圧手コキでオ○ンコを完全再現（5月5日、FUTURE）

2013年
- 女教師逆痴漢電車（5月23日、GARCON）

#### オリジナルビデオ
- ヤンキーヘルパー（2011年10月21日、GPミュージアム）

#### 舞台
- 劇団ZENROCK 第4回全力公演「地上600メートルの足元」（2012年8月8日 - 12日、劇場MOMO）
- Pink Punk Pamper（2013年3月27日-3月3日、中野MOMO）[1]

### ネット配信
- スパローズのギリギリセーフ!?（2012年7、10月 、11月、ニコジョッキー/ニコニコ生放送）※月1回木曜日22:00〜22:55
- スパローズのギリギリアウツ!?（2013年4月25日、ニコジョッキー）
  - #114(2014/7/3)
  - 125(2014/9)
  - 133(2014/11）
  - 2015年12月24日には対決特番「♯161成田愛対桃宮ももクリスマス対決!SP」が放送された。
  - 181最終回（2016年10月24日）
- ジョッキー5周年記念2時間特別番組「学力テスト」（ニコジョッキー、2016年9月）